# Chlorestes notata
La esmeralda gorgiazul, esmeralda gorjiazul, zafiro barbiazul, zafiro gorgiazul, zafiro de barbilla azul o colibrí verdecito (Chlorestes notata) es una especie de ave de la familia Trochilidae, que se encuentra en el sur y oriente de Colombia, Venezuela, Trinidad y Tobago, las Guayanas, Perú y Brasil.

## Hábitat
Vive en los bordes de los bosques y también en áreas cultivadas bien arboladas, hasta los 800 m de altitud, donde sobrevuela en busca de néctar e insectos, que encuentra principalmente en los árboles, pero a veces en plantas más pequeñas, incluso cerca del suelo.

## Distribución
Mide entre 8,5 y 9 cm de longitud y pesa en promedio 3,8 g. El macho tiene plumaje brillante principalmente verde, corona y dorso bronceado, muslos blancos, cola color azul metálico y una placa brillante, también azul, en la garganta. La hembra presenta el vientre blancuzco. El pico mide 18 mm, presenta la parte superior negra y la mandíbula inferior rojiza o rosada.
Su canto es un  ssooo-ssooo-ssooo.

## Reproducción
El nido tiene forma de copa profunda, hecha de líquenes y otros materiales vegetales finos y construido en una rama horizontal. La incubación dura 16 días y los polluelos abandonan el nido 18 a 19 días después de la eclosión de los huevos.